# Tema (Ghana)
Pour les articles homonymes, voir Tema (homonymie).
Pour le film de Gleb Panfilov, voir Le Thème.
Tema est une ville ghanéenne de 172 900 habitants (2009) (agglomération), située sur la côte atlantique à 25 kilomètres à l'est d'Accra.
C'est le chef-lieu du district de Tema municipalité, situé dans la région du Grand Accra.

## Étymologie
Le nom de la ville provient du mot ga tor qui signifie calebasse. Cette plante étant très fréquente dans la région et le village fut ainsi dénommé Torman, (ville de la calebasse). Cette appellation a évolué avec le temps pour finalement se fixer en Tema.

## Histoire
La ville était à l'origine un petit port de pêche qui se développa rapidement à la suite de la construction en 1961 d'un vaste complexe portuaire qui est aujourd'hui le plus important du pays. Il abrite notamment une raffinerie et un important centre industriel.

## Géographie
- La ville est reliée à la capitale par une voie ferrée et par une autoroute.
- Tema est un des deux ports en eau profonde du Ghana avec celui de Sekondi-Takoradi, à l'ouest du pays.
- Tema est la ville la plus proche du point d'intersection du méridien de Greenwich et l'équateur[réf. nécessaire] qui se situe à plusieurs centaines de miles au large, dans le golfe du Bénin.

## Économie
La ville abrite une cimenterie du groupe allemand HeidelbergCement.

## Personnalités
- Freddy Adu, joueur de football, né à Tema et devenu citoyen américain.
- Gifty Anti (née à Tema en 1970), journaliste et diffuseure ghanéenne.
- Marietta Brew Appiah-Oppong, avocate et personnalité politique, est née à Tema.
- Christian Gyan (1978-2021), footballeur ghanéen, est né à Tema.

## Jumelages
- Greenwich (Royaume-Uni)
- San Diego (États-Unis)